# MNCF Cycling Team
Das MNCF Cycling Team war ein malaysisches Radsportteam.
Die Mannschaft wurde 2008 gegründet und nahm bis 2009 als Continental Team an den UCI Continental Circuits teil. Die meisten Rennen fuhren sie in Asien. Manager war Bin Misnoh Amrun, der von den Sportlichen Leitern Bin Hamad Mohd Mahazir und Joo Ngan Ng unterstützt wurde. MNCF steht für Malaysian National Cycling Federation. Die Mannschaft wurde mit Fahrrädern der Marke Trek ausgestattet.

## Saison 2008

### Erfolge in der UCI Asia Tour
In den Rennen der Saison 2008 der UCI Asia Tour gelangen die nachstehenden Erfolge.
| Datum        | Rennen                               | Kat. | Fahrer            |
| ------------ | ------------------------------------ | ---- | ----------------- |
| 24. Oktober  | 6. Etappe Tour of Hong Kong Shanghai | 2.2  | Akmal Amrun       |
| 15. Dezember | 2. Etappe Tour of South China Sea    | 2.2  | Mohd Harrif Saleh |

## Saison 2009

### Zugänge – Abgänge
| Zugänge                          | Team 2008                      | Abgänge               | Team 2009 |
| -------------------------------- | ------------------------------ | --------------------- | --------- |
| Mohd Nor Rizuan Zainal           | Letua Cycling Team             | Mohd Syamil Baharum   | Unbekannt |
| Mohd Fauzan Ahmad Lutfi          | Ex-Profi (Proton T-Bikes 2005) | Harnizam Basri        | Unbekannt |
| Suhardi Hassan                   | Ex-Profi (Proton T-Bikes 2005) | Mohd Shahrul Mat Amin | Unbekannt |
| Faris Abdul Razak                | Neoprofi                       | Mohdjasmin Ruslan     | Unbekannt |
| Sarham Mlswan                    | Neoprofi                       |                       |           |
| Mohd Zamri Saleh                 | Neoprofi                       |                       |           |
| Mohd Rauf Nur Misbah (ab 01.02.) | Neoprofi                       |                       |           |

### Mannschaft
| Name                    | Geburtstag         | Nationalität |
| ----------------------- | ------------------ | ------------ |
| Faris Abdul Razak       | 29. Februar 1988   | Malaysia     |
| Mohd Fauzan Ahmad Lutfi | 9. Januar 1986     | Malaysia     |
| Akmal Amrun             | 31. Dezember 1987  | Malaysia     |
| Mohd Firdaus Bin Daud   | 23. Februar 1988   | Malaysia     |
| Mohamed Fadhli Fauzi    | 3. November 1989   | Malaysia     |
| Suhardi Hassan          | 7. April 1982      | Malaysia     |
| Mohd Rauf Nur Misbah    | 26. Juli 1987      | Malaysia     |
| Sarham Mlswan           | 23. Februar 1988   | Malaysia     |
| Anwar Azis Muhd Shaiful | 19. Juli 1986      | Malaysia     |
| Mohd Zamani Mustaruddin | 5. Mai 1989        | Malaysia     |
| Amir Mustafa Rusli      | 5. Februar 1987    | Malaysia     |
| Mohd Harrif Saleh       | 15. September 1988 | Malaysia     |
| Mohd Zamri Saleh        | 10. Dezember 1983  | Malaysia     |
| Thum Weng Kin           | 25. November 1985  | Malaysia     |
| Mohd Nor Rizuan Zainal  | 20. Juni 1986      | Malaysia     |

## Platzierungen in UCI-Ranglisten
UCI Asia Tour
| Saison | Mannschaftswertung | Fahrerwertung                 |
| ------ | ------------------ | ----------------------------- |
| 2009   | 25.                | Mohd Nor Rizuan Zainal (106.) |